# Angiocardiografía
La angiocardiografía es un método de diagnóstico por imágenes que muestra el flujo de la sangre a través del corazón y los principales vasos sanguíneos.
Es usado para evaluar a los pacientes que son candidatos para una cirugía del sistema cardiovascular. Se introduce un medio de contraste por medio de un catéter en las venas del cuello o del brazo, siguiendo su curso hasta el corazón mediante radiografías seriadas, que indican donde es que el flujo sanguíneo se estrecha, señalando así, donde es que se encuentra el bloqueo de un vaso sanguíneo por arteriosclerosis.

## Historia
A partir de 1936 el doctor Agustín Castellanos González, pediatra cubano y colaboradores, entre ellos muy particularmente el radiólogo doctor Raúl Pereira Valdés, comenzaron a realizar estudios experimentales en humanos para crear y perfeccionar el método de la aortografía torácica retrógrada, lo que les permitió detectar una gran cantidad de anomalías cardíacas que por otros métodos resultaba imposible. El Dr. Castellanos, pediatra, describió en Cuba, en 1938, el primer método práctico de angiocardiografía para valorar malformaciones congénitas, diseñó el primer inyector automático y fue pionero en la inyección retrógrada de la aorta para diagnosticar ductus arteriosus persistente. Publicó, en revistas cubanas, tres artículos titulados “La angiocardiografía radio-opaca”, “Sobre un dispositivo automático especial para angiocardiografía” y “Aortografía a contracorriente”, en 1937, 1938 y 1939, respectivamente. Castellanos y Pereira aplicaron la angiocardiografía clínica en niños y entre los trabajos que recogen los resultados de sus más importantes investigaciones se encuentran: “La angiocardiografía radio-opaca” (1937), “La angiocardiografía en el niño” (1938), “Sobre el diagnóstico angiocardiográfico de la comunicación interventricular” (1938), "On diagnosis of solitary interventricular comunication, by means of post-mortem angio-cardiography" (1938), “La angiocardiografía” (1938), “Tronco arterial común persistente. Su diagnóstico intravitam por la angiocardiografía” (1938), "The actual state of angiocardiography" (1939) y “Un nuevo signo radiológico indirecto en el diagnóstico de la coartación de la aorta por la aortografía retrógrada superior” (1946).
- Datos: Q3815025